# Heggandur, Hunsur
Heggandur là một làng thuộc tehsil Hunsur, huyện Mysore, bang Karnataka, Ấn Độ.